# 修正主義
修正主義（しゅうせいしゅぎ）は、マルクス主義運動の分野では、マルクス主義の原則とされるものに対して、重大な「修正」を加える意見や思想などに対して使われている用語である。この用語は多くの場合は批判や批難として使われたもので、その「修正」はマルクス主義を放棄したもの、あるいは欺瞞であると見なされた。逆に修正や改良を拒否する者への批難は「教条主義」と言う。

## 概要
修正主義は1895年、ドイツ社会民主党のシェーンランクが初めて唱えた。続いてエドゥアルト・ベルンシュタインは1896年から1898年まで『ノイエ・ツァイト』(独: Die Neue Zeit)に連載した論文を『社会主義の諸前提と社会民主主義の諸課題』（1899年）にまとめ、修正主義を系統づけた。その特徴として、階級闘争を否定して中産階級の重視、プロレタリア独裁と暴力革命に反対して議会制民主主義の枠内で福祉政策の推進を説いた点が挙げられる。この論文によってドイツ社会民主党は、創成期から抱えてきた日常レベルでの体制適応と理想としての革命という、現実と理想の乖離を初めて解決することができた。しかし、これは社会主義陣営の分裂を招き、党の綱領として認められるのは1959年のバート・ゴーデスベルク綱領を待たねばならなかった。現在では世界の多くの共産党や社会主義政党が議会主義に則った方針を綱領に取り入れてほとんど主流を占めている。修正主義を支持してきた者の一部はこれを教条主義から修正主義へと転じたものであると解釈している。
イタリアではフランスのジョルジュ・ソレルやユベール・ラガルデルの革命的サンディカリズムに影響を受けたアルトゥーロ・ラブリオーラやエンリコ・レオーネらによってベルンシュタインら右派修正主義と対照的に革命的な暴力と階級闘争を重視する一方でプロレタリア国際主義や唯物論を修正した左派修正主義と呼ばれる運動がイタリア社会党で台頭し、これは結果的にファシズムを創始するベニート・ムッソリーニに影響を与えた。
正統派マルクス主義やマルクス・レーニン主義、共産主義者の間においては批判として、否定的な言葉として用いられ、反修正主義が掲げられた。例えば、中国は1960年代前半、平和共存と呼ばれる米ソ緊張緩和などを実行したソ連を修正主義的であるとして非難した（一方のソ連は中国のそのような姿勢を「教条主義」として非難した）。また、計画経済の失敗から、柔軟な調整政策と呼ばれる経済政策を実行した劉少奇、鄧小平らが1960年代になって権力を奪われた時も、「修正主義的であること」が罪状とされた。なお、エンヴェル・ホッジャ率いるアルバニア労働党は自党以外の共産主義の分派を全て「修正主義」と規定した。